# Wasserturm

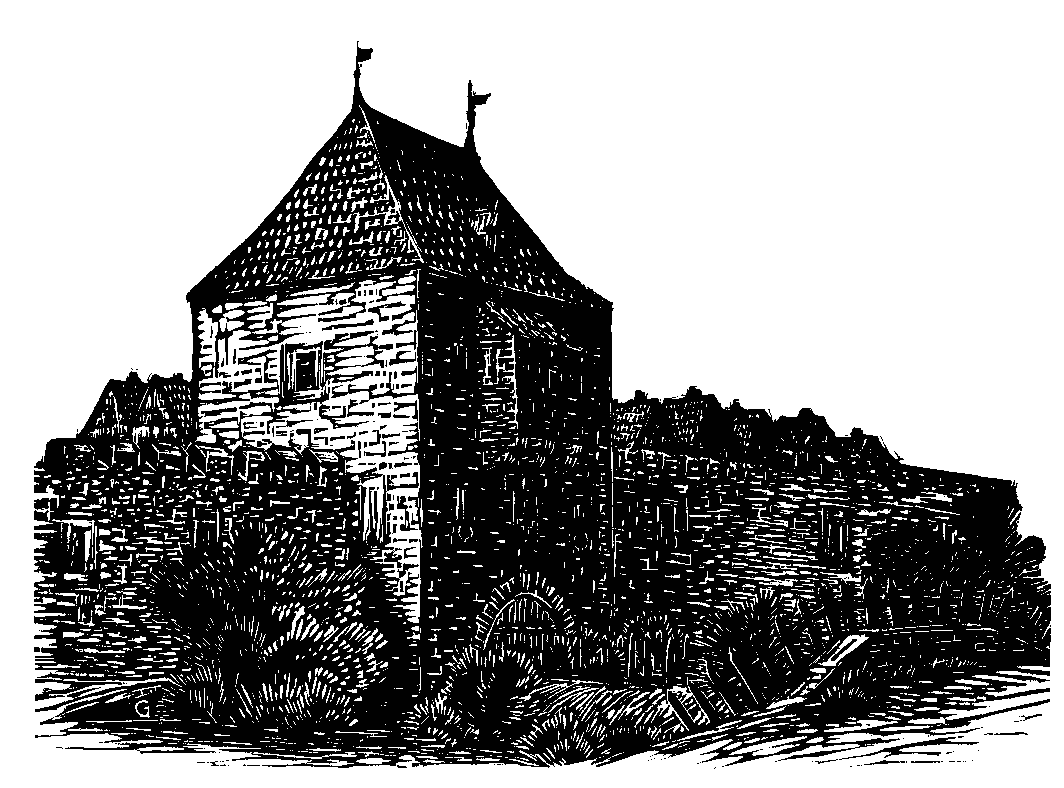
Wasserturm in vermoedelijk 18e eeuw, houtsnede van K. J. Gollrad

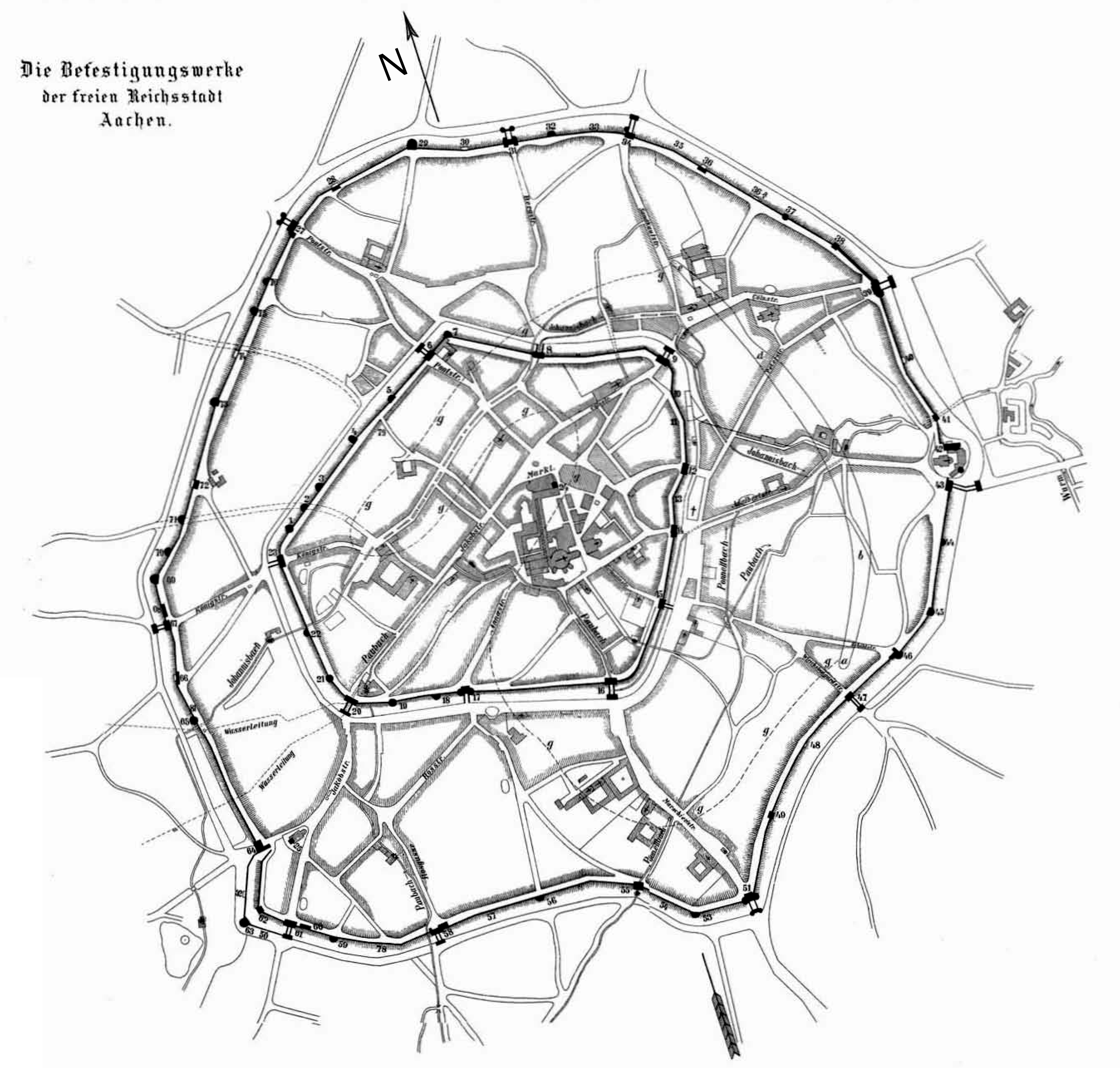
Overzicht van de vestingwerken in Aken. Nummer 41 is de Wasserturm.

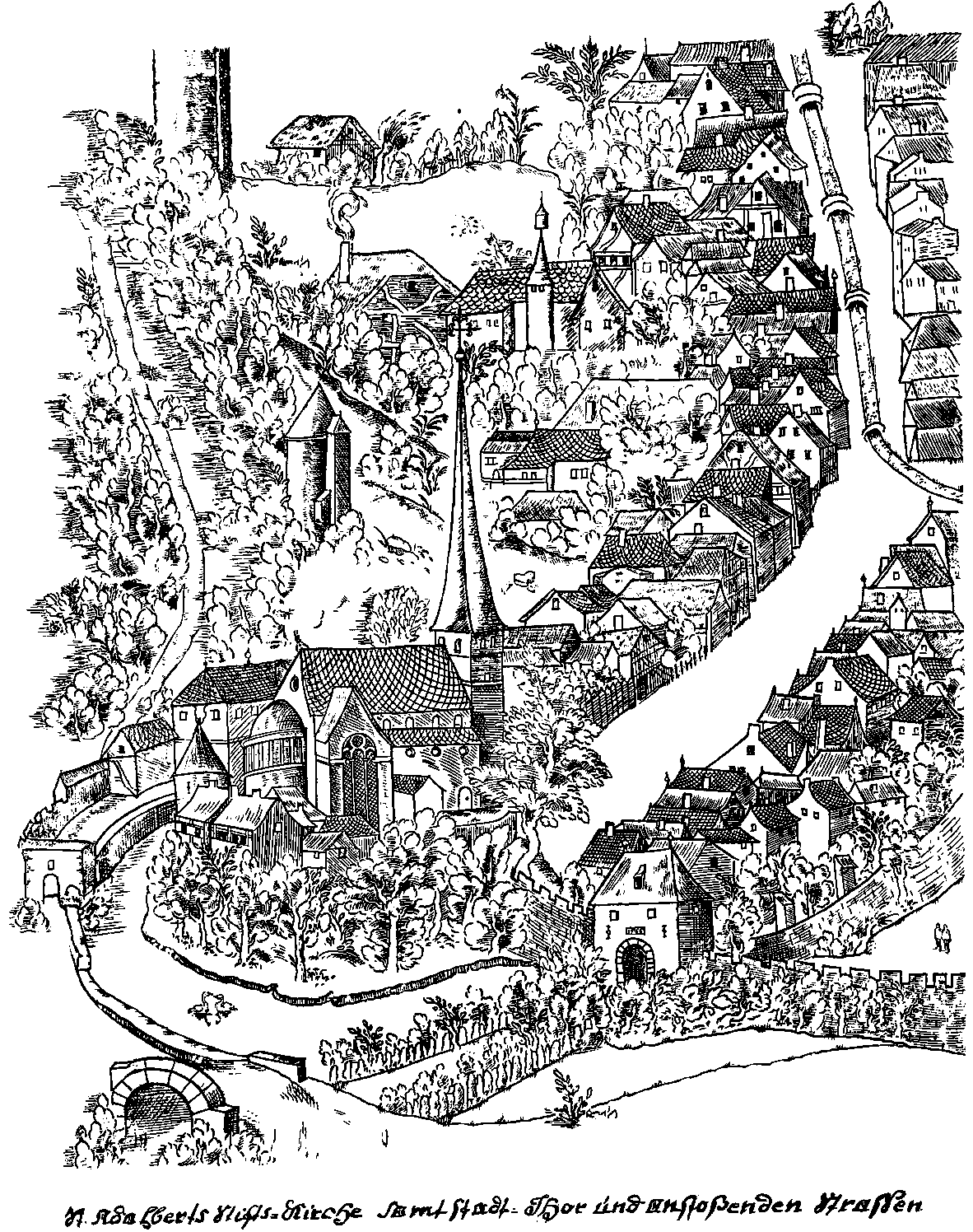
Gedeeltelijke weergave van Aken in 1566 met een schematische voorstelling van de Wasserturm (rechtsonder)

De Wasserturm (soms ook aangeduid als Wassertor) (Nederlands: Watertoren) was een weertoren en maakte deel uit van de tussen 1257 en 1357 gebouwde buitenste stadsmuren van de Duitse stad Aken. De waltoren bestaat niet meer.

## Locatie
In de buitenste ringmuur stond de Wasserturm in het oosten tussen de Kölntor (in het noorden) en de Adalbertstor (in het zuiden). Ze bevond zich ter plaatse van wat tegenwoordig de Heinrichsallee heet, nabij de Stiftstraße. Tussen de Wasserturm en de Kölntor bevond zich alleen een erker van de Akense stadsmuren. Tussen de Wasserturm en de Adalbertstor bevonden zich een van de wachthuizen van de Akense stadsmuren: Wachthuis op de Adalbertsstift en de weertoren Adalbertsturm.

## Geschiedenis
De bouwdatum van de Wasserturm werd niet overgeleverd, maar werd vermoedelijk opgetrokken in de 13e of 14e eeuw aangezien in de periode van 1257 tot 1357 de buitenste stadsmuur gebouwd werd.
Ten tijde van de Franse bezetting van Aken gaf Napoleon instructies om de militaire betekenis van Aken te minimaliseren. Als gevolg daarvan werden grote delen van de stadsmuren geslecht, waarbij vermoedelijk ook de Wasserturm afgebroken is.

## Beschrijving
De Wasserturm diende ertoe om het stadsgebied verlatende water van de Johannisbach, Pau en de Paunell te bewaken en een vijandelijk binnendringen via de waterweg te verhinderen. Het gebouw bevond zich op een vier meter hoge en 3,5 meter breed gewelf, waardoor het gezamenlijke water van de drie beken geleid werd. Een valhek beveiligde de waterweg. Vanuit de wachttoren kon deze barrière bediend worden. Drie schietgaten bevonden zich op de eerste verdieping boven de waterstroom.
De toegang tot de wachttoren was mogelijk via de walgang van de stadsmuur in de tweede verdieping van het gebouw. Een erker hing boven de waterloop op de tweede verdieping en maakte het mogelijk om door aangebrachte bodemluiken indringers met steenbrokken te bekogelen. Bovendien hadden de inwoners van de stad in directe nabijheid van de weertoren palissades langs de beekloop aangebracht. Hierdoor werd het gebruik van de beekloop door vijanden aanvullend bemoeilijkt.
De drie beken stromen in het bereik van de wachttoren langs de stadsmuur in een circa 150 meter lange vijver die in de volksmond de naam Pferdetränke (Nederlands: Paardentrog) droeg. Deze vergrootte de om de stad lopende stadsgracht en reikte tot aan de Adalbertsfelsen.